# Borellis Zwergbuntbarsch
Borellis Zwergbuntbarsch (Apistogramma borellii, Syn.: Apistogramma reitzigi), auch Gelber Zwergbuntbarsch genannt, ist ein Süßwasserfisch aus der Familie der Buntbarsche (Cichlidae).

## Verbreitung
Der Gelbe Zwergbuntbarsch ist in Südamerika weit verbreitet, hauptsächlich im brasilianischen Bundesstaat Mato Grosso und im Einzugsgebiet des Río Paraguay. Er hält sich in vorwiegend klaren und stehenden oder langsam fließenden Gewässern mit vielen Wasserpflanzen auf, oft auch zwischen den Wurzeln von Schwimmpflanzen und in Höhlen.

## Merkmale
Dieser Buntbarsch kann eine Größe bis etwa 8 cm und ein Alter von 4 Jahren erreichen, das Männchen ist etwas größer und bunter als das Weibchen. Zusätzlich erkennt man Männchen an den längeren After- und Rückenflossen. In besonderen Fällen können auch Männchen die unscheinbare Färbung eines Weibchens annehmen, um im Revier eines anderen, dominierenden Männchens bleiben zu können.
Flossenformel: Rückenflosse XVI/5–6, Afterflosse III/6–7.

## Farbform
Eine im Río Paraguay beheimatete Farbform ist der Apistogramma borellii Opal, bei dem das Männchen eine bläuliche Färbung aufweist.

## Verhalten und Fortpflanzung
Borellis Zwergbuntbarsch ist revierbildend. Männchen sind polygam und leben mit mehreren Weibchen zusammen, die im Revier des Männchens Unterreviere bilden. Bei optimalen Bedingungen können diese höhlenbrütenden Fische 40 bis 70 Eier legen. Die Weibchen bekommen während der Balz- und Brutzeit eine intensive gelbe Färbung, eine typische Zeichnung und bewachen den Laich und die Larven.

## Aquaristik

### Haltung und Pflege
Borellis Zwergbuntbarsch lebt in Schwarzwasserflüssen, deshalb empfiehlt sich Torffilterung. Bei der Fütterung ist darauf zu achten, dass sich die Fische nicht überfressen.